# Saint-Germain-les-Belles
Pour les articles homonymes, voir Saint-Germain.
Saint-Germain-les-Belles est une commune française située dans le département de la Haute-Vienne, en région Nouvelle-Aquitaine.

## Géographie

### Localisation
La commune est limitrophe du département de la Corrèze.

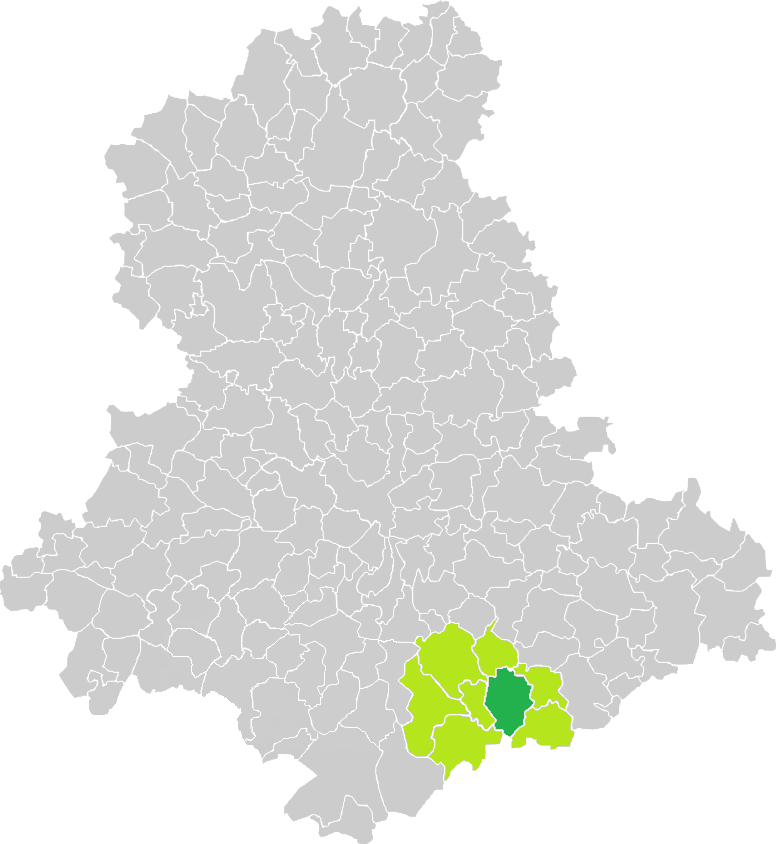
Situation de la commune de Saint-Germain-les-Belles en Haute-Vienne.

### Communes limitrophes
Les communes limitrophes sont  Benayes, Glanges, La Porcherie, Magnac-Bourg, Meuzac, Saint-Vitte-sur-Briance et Vicq-sur-Breuilh.
| Vicq-sur-Breuilh | Glanges                  |                         |
| Magnac-Bourg     | Saint-Germain-les-Belles | Saint-Vitte-sur-Briance |
| Meuzac           | Benayes (Corrèze)        | La Porcherie            |

### Climat
Le climat qui caractérise la commune est qualifié, en 2010, de « climat océanique altéré », selon la typologie des climats de la France qui compte alors huit grands types de climats en métropole. En 2020, la commune ressort du même type de climat dans la classification établie par Météo-France, qui ne compte désormais, en première approche, que cinq grands types de climats en métropole. Il s’agit d’une zone de transition entre le climat océanique, le climat de montagne et le climat semi-continental. Les écarts de température entre hiver et été augmentent avec l'éloignement de la mer. La pluviométrie est plus faible qu'en bord de mer, sauf aux abords des reliefs.
Les paramètres climatiques qui ont permis d’établir la typologie de 2010 comportent six variables pour les températures et huit pour les précipitations, dont les valeurs correspondent à la normale 1971-2000. Les sept principales variables caractérisant la commune sont présentées dans l'encadré ci-après.
| Paramètres climatiques communaux sur la période 1971-2000 - Moyenne annuelle de température : 11,1 °C - Nombre de jours avec une température inférieure à −5 °C : 4 j - Nombre de jours avec une température supérieure à 30 °C : 4,6 j - Amplitude thermique annuelle : 14,8 °C - Cumuls annuels de précipitation : 1 184 mm - Nombre de jours de précipitation en janvier : 12,8 j - Nombre de jours de précipitation en juillet : 8 j |

Avec le changement climatique, ces variables ont évolué. Une étude réalisée en 2014 par la Direction générale de l'Énergie et du Climat complétée par des études régionales prévoit en effet que la  température moyenne devrait croître et la pluviométrie moyenne baisser, avec toutefois de fortes variations régionales. La station météorologique de Météo-France installée sur la commune et en service de 1997 à 2014 permet de connaître l'évolution des indicateurs météorologiques. Le tableau détaillé pour la période 1981-2010 est présenté ci-après.
| Mois                                  | jan.           | fév.           | mars          | avril         | mai           | juin          | jui.          | août          | sep.          | oct.          | nov.           | déc.           | année      |
| ------------------------------------- | -------------- | -------------- | ------------- | ------------- | ------------- | ------------- | ------------- | ------------- | ------------- | ------------- | -------------- | -------------- | ---------- |
| Température minimale moyenne (°C)     | 0,9            | 0,8            | 2,9           | 5             | 8,8           | 11,8          | 12,8          | 13            | 10            | 8             | 3,4            | 0,8            | 6,5        |
| Température moyenne (°C)              | 4,1            | 4,8            | 7,6           | 10,1          | 14,2          | 17,6          | 18,8          | 18,9          | 15,5          | 12,4          | 6,8            | 4,1            | 11,3       |
| Température maximale moyenne (°C)     | 7,3            | 8,7            | 12,3          | 15,2          | 19,6          | 23,4          | 24,7          | 24,9          | 21,1          | 16,8          | 10,3           | 7,4            | 16         |
| Record de froid (°C) date du record   | −12,1 12.01.99 | −17,2 06.02.12 | −13 01.03.05  | −4,1 08.04.03 | −1,7 06.05.02 | 2,9 04.06.01  | 4,9 17.07.00  | 3,2 29.08.98  | −0,1 25.09.02 | −5,5 30.10.97 | −10,8 22.11.98 | −12,8 24.12.01 | −17,2 2012 |
| Record de chaleur (°C) date du record | 17,4 05.01.99  | 22 15.02.98    | 24,6 14.03.12 | 28,4 30.04.05 | 30,6 30.05.01 | 36,5 22.06.03 | 35,1 13.07.03 | 38,3 12.08.03 | 32,9 03.09.05 | 27,6 02.10.11 | 21,1 02.11.11  | 17,1 09.12.13  | 38,3 2003  |
| Précipitations (mm)                   | 96,9           | 74,2           | 91,9          | 117           | 104,1         | 94,3          | 83,8          | 79,8          | 76,8          | 94,6          | 123,5          | 101,4          | 1 138,3    |

## Urbanisme

### Typologie
Au 1er janvier 2024, Saint-Germain-les-Belles est catégorisée commune rurale à habitat dispersé, selon la nouvelle grille communale de densité à sept niveaux définie par l'Insee en 2022.
Elle est située hors unité urbaine. Par ailleurs la commune fait partie de l'aire d'attraction de Limoges, dont elle est une commune de la couronne,. Cette aire, qui regroupe 127 communes, est catégorisée dans les aires de 200 000 à moins de 700 000 habitants,.

### Occupation des sols
L'occupation des sols de la commune, telle qu'elle ressort de la base de données européenne d’occupation biophysique des sols Corine Land Cover (CLC), est marquée par l'importance des territoires agricoles (81,3 % en 2018), en augmentation par rapport à 1990 (76,6 %). La répartition détaillée en 2018 est la suivante : 
prairies (67,7 %), forêts (16 %), zones agricoles hétérogènes (13,6 %), zones urbanisées (2,7 %). L'évolution de l’occupation des sols de la commune et de ses infrastructures peut être observée sur les différentes représentations cartographiques du territoire : la carte de Cassini (XVIIIe siècle), la carte d'état-major (1820-1866) et les cartes ou photos aériennes de l'IGN pour la période actuelle (1950 à aujourd'hui).

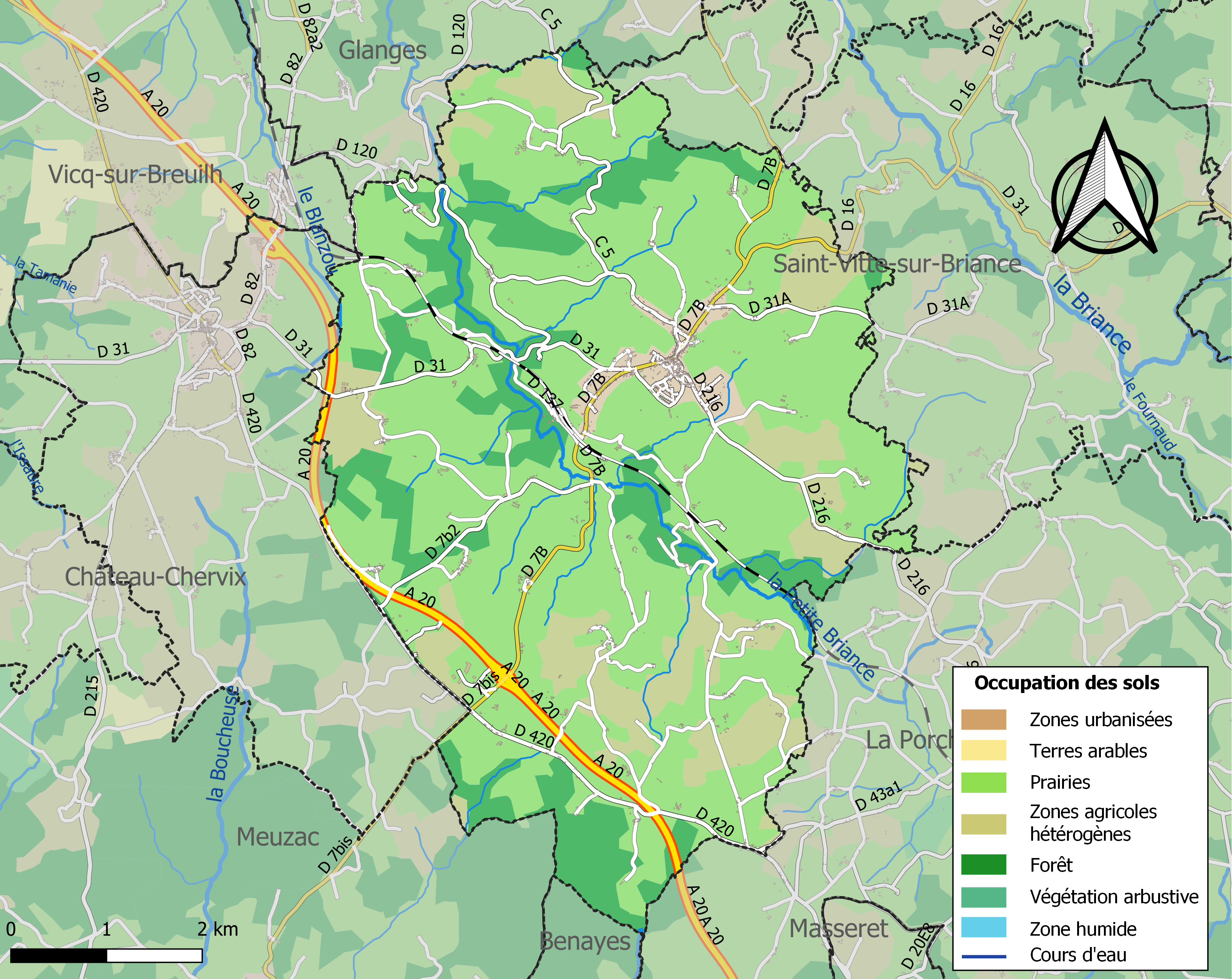
Carte des infrastructures et de l'occupation des sols de la commune en 2018 (CLC).

### Risques majeurs
Le territoire de la commune de Saint-Germain-les-Belles est vulnérable à différents aléas naturels : météorologiques (tempête, orage, neige, grand froid, canicule ou sécheresse) et séisme (sismicité très faible). Il est également exposé à un risque particulier : le risque de radon. Un site publié par le BRGM permet d'évaluer simplement et rapidement les risques d'un bien localisé soit par son adresse soit par le numéro de sa parcelle.

#### Risques naturels

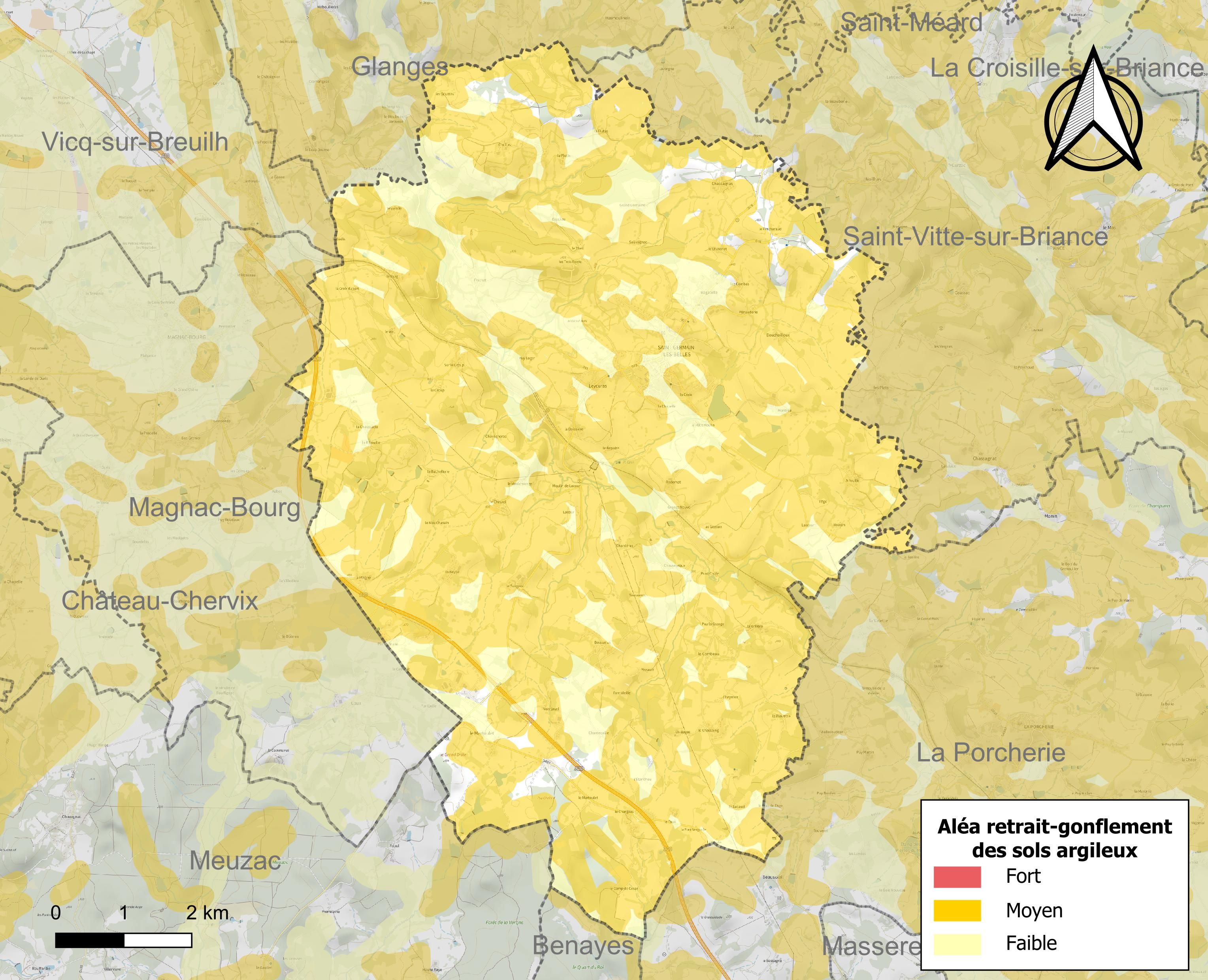
Carte des zones d'aléa retrait-gonflement des sols argileux de Saint-Germain-les-Belles.

Le retrait-gonflement des sols argileux est susceptible d'engendrer des dommages importants aux bâtiments en cas d’alternance de périodes de sécheresse et de pluie. 79,9 % de la superficie communale est en aléa moyen ou fort (27 % au niveau départemental et 48,5 % au niveau national métropolitain). Depuis le 1er octobre 2020, en application de la loi ÉLAN, différentes contraintes s'imposent aux vendeurs, maîtres d'ouvrages ou constructeurs de biens situés dans une zone classée en aléa moyen ou fort,.
La commune a été reconnue en état de catastrophe naturelle au titre des dommages causés par les inondations et coulées de boue survenues en 1982 et 1999 et par des mouvements de terrain en 1999.

#### Risque particulier
Dans plusieurs parties du territoire national, le radon, accumulé dans certains logements ou autres locaux, peut constituer une source significative d’exposition de la population aux rayonnements ionisants. Selon la classification de 2018, la commune de Saint-Germain-les-Belles est classée en zone 2, à savoir zone à potentiel radon faible mais sur lesquelles des facteurs géologiques particuliers peuvent faciliter le transfert du radon vers les bâtiments.

## Toponymie
Saint-Germain-les-Belles était nommé dès le moyen-âge Saint-Germain-la-Puta dans le cartulaire d'Uzerche (Xe au XIVe siècle), c'est donc à tort qu'une légende fait attribuer à Henri IV, la dénomination des « Belles » en hommage à la beauté des habitantes. La Carte de Cassini indique quant à elle Saint-Germain-les-Belles-Filles. Durant la Révolution, la commune porte le nom de Mont-les-Belles.
Ses habitants sont appelés les Saint-Germinois.

## Histoire
Le lieu-dit Camp de César dans le sud de la commune correspond à une mine d'or exploitée à l'époque de l'indépendance gauloise. Le toponyme lui a été attribué au XIXe siècle, en raison de la taille des haldes assimilées à des retranchements militaires. Deux nécropoles du Premier Âge du Fer ont également été retrouvées à proximité.
Le bourg castral d'origine médiéval est mentionné, dès le XIe siècle, dans le cartulaire d'Uzerche.
En pleine guerre de Cent Ans, le cardinal Roger, frère du pape limousin Clément VI, meurt et demande dans son testament l’édification d’une collégiale à Saint-Germain-les-Belles dans laquelle il puisse être enseveli. Cette collégiale Saint-Germain se bâtit donc à l’emplacement d’un ancien édifice roman.
| En 1204, l’évêque de Limoges vint consacrer dans l’ancienne église romane les reliques de Saint Germain. Vers 1350, la seigneurie de Saint Germain dépendant du vicomte de Limoges désargenté est vendue aux Roger, riches seigneurs du Bas-Limousin dont la famille a donné les papes d’Avignon Clément VI et Grégoire XI. Le cardinal Hugues Roger, frère de Clément VI, avait dans son testament émis le vœu que soit érigé à Saint Germain une église collégiale servie par treize chanoines, dont le doyen aurait rang de seigneur. À sa mort en 1364, le cardinal Pierre Roger son neveu, futur Grégoire XI, exécuteur testamentaire, fit bâtir cette église, à l’emplacement de l’ancienne, en pleine guerre de Cent Ans, ce qui explique son style fortifié avec chemin de ronde sous les toits qui dessert créneaux et mâchicoulis. Elle fut ouverte au culte en 1381. (In fiche signalétique dans l’église) |

Selon le Nobiliaire du diocèse et de la généralité de Limoges, tome février rédigé par l'abbé Joseph Nadaud : « Le noble Jordain du Breuil, chevalier, fit, le (parfois qualifié de camp de, à Maymac, son testament signé Chardogne. il veut y être inhumé dans l'église du chapître de Saint-Germain. il avait éposé N..., dont il eut un fils unique, nommé Jean. »
Saint Germain-les-Belles a abrité un camp d'internement, (parfois qualifié de camp de concentration) entre 1940 et 1941. Il n'en reste aucune trace matérielle aujourd'hui, mais une stèle a été érigée tout près de l'endroit où le camp se trouvait.

## Politique et administration

### Liste des maires
| Période                                  | Période  | Identité        | Étiquette | Qualité                                                                                   |
| ---------------------------------------- | -------- | --------------- | --------- | ----------------------------------------------------------------------------------------- |
| Les données manquantes sont à compléter. |          |                 |           |                                                                                           |
| mars 2001                                | En cours | Marc Ditlecadet | DVG       | Médecin généraliste Conseiller général (1985-2015) Président de la Communauté de communes |

## Démographie
L'évolution du nombre d'habitants est connue à travers les recensements de la population effectués dans la commune depuis 1793. Pour les communes de moins de 10 000 habitants, une enquête de recensement portant sur toute la population est réalisée tous les cinq ans, les populations de référence des années intermédiaires étant quant à elles estimées par interpolation ou extrapolation. Pour la commune, le premier recensement exhaustif entrant dans le cadre du nouveau dispositif a été réalisé en 2008.

En 2022, la commune comptait 1 148 habitants, en évolution de −2,79 % par rapport à 2016 (Haute-Vienne : −0,68 %, France hors Mayotte : +2,11 %).
| 1793  | 1800  | 1806  | 1821  | 1831  | 1836  | 1841  | 1846  | 1851  |
| ----- | ----- | ----- | ----- | ----- | ----- | ----- | ----- | ----- |
| 2 735 | 2 015 | 2 263 | 2 241 | 2 251 | 2 283 | 2 401 | 2 400 | 2 457 |

| 1856  | 1861  | 1866  | 1872  | 1876  | 1881  | 1886  | 1891  | 1896  |
| ----- | ----- | ----- | ----- | ----- | ----- | ----- | ----- | ----- |
| 2 188 | 2 128 | 2 201 | 2 138 | 2 124 | 2 178 | 2 267 | 2 598 | 2 260 |

| 1901  | 1906  | 1911  | 1921  | 1926  | 1931  | 1936  | 1946  | 1954  |
| ----- | ----- | ----- | ----- | ----- | ----- | ----- | ----- | ----- |
| 2 192 | 2 292 | 2 147 | 2 046 | 1 880 | 1 911 | 1 833 | 1 783 | 1 623 |

| 1962  | 1968  | 1975  | 1982  | 1990  | 1999  | 2006  | 2008  | 2013  |
| ----- | ----- | ----- | ----- | ----- | ----- | ----- | ----- | ----- |
| 1 626 | 1 524 | 1 425 | 1 255 | 1 079 | 1 112 | 1 141 | 1 148 | 1 187 |

| 2018  | 2022  | - | - | - | - | - | - | - |
| ----- | ----- | - | - | - | - | - | - | - |
| 1 158 | 1 148 | - | - | - | - | - | - | - |

## Culture locale et patrimoine

### Lieux et monuments
- Saint Germain-les Belles-est connue pour son église fortifiée datant du XIVe siècle. L'église Saint-Germain de Saint-Germain-les-Belles a été construite en pleine guerre de Cent Ans avec de solides fortifications. L'église est la plus ancienne des églises fortifiées du département et son système de défense est comparable en plusieurs points à celui du palais des papes d'Avignon car cette église fut érigée par le cardinal Hugues Roger, frère du pape limousin Clément VI. Deux étages défensifs sont reliés par un escalier à vis : au premier, l’ancienne salle capitulaire et sa grande fenêtre de guetteur ; au second, les combles au-dessus de la nef et du chœur aménagés en salle d’armes, refuge. Un chemin de ronde, faisant le tour du chevet, est percé de baies de tir, d’archères et de mâchicoulis. L'édifice a été inscrit au titre des monuments historique en 1926[30].
- Gare de Saint-Germain-les-Belles.
- Auvézère : elle prend sa source vers 420 mètres d'altitude dans le Massif central en région Limousin, sur la commune de Saint-Germain-les-Belles, cinq kilomètres au sud du bourg, près du lieu-dit le Camp de César, à proximité de l'autoroute A20.
- De l'ancien château de Saint Germain-les-Belles, il ne reste que le donjon carré du XIIe siècle situé près de l'église. Cette tour, dite « des Barres », servit de prison sous la Révolution française. Le donjon est du XIIe siècle.
- La fontaine de Pierre Brune et le lavoir.
- Le viaduc qui porte la D 31, réalisé en 1860 avec une hauteur 48 mètres.
- Le site Montréal, autour du plan d'eau, est une base de loisirs pour tous.
- Maison de la Gourgauderie, datant du XVIIIe siècle, ayant appartenu au général Souham, comte d'Empire.

### Personnalités liées à la commune
- Simone de Beauvoir et Jean-Paul Sartre ont tous deux séjourné à Saint-Germain-les-Belles[31].
- Pierre Leyssenne, mathématicien, pédagogue et promoteur de l'enseignement laïque, y est né en 1827.
- Michel Baury, écrivain, poète et critique littéraire, y a passé son enfance dans les années 1950 et 1960.
- Joseph Souham, militaire français, comte d'Empire. Son nom est écris sur la 5ème colonne de l'Arc de Triomphe.
- Marie-Joséphine Souham, fille du précédent, baronne Bourdon de Vitry puis duchesse d’Elchingen, amie intime de la duchesse d’Orléans[32], elle a vécu et s'est mariée à Saint-Germain-les-Belles.

### Héraldique
| Blason de Saint-Germain-les-Belles | Blason  | De gueules au clocher du lieu d'argent mouvant de la pointe, accosté des lettres S et G du même ; au franc canton d'argent à la bande d'azur accompagnée de six roses de gueules ordonnées en orle. |
| Blason de Saint-Germain-les-Belles | Détails | Le statut officiel du blason reste à déterminer. |
| Blason de Saint-Germain-les-Belles | Alias   | D'argent à la barre d'azur. |

## Pour approfondir